# NGC 301
NGC 301 је лентикуларна галаксија у сазвежђу Кит која се налази на NGC листи објеката дубоког неба.
Деклинација објекта је - 10° 40' 24" а ректасцензија 0h 56m 18,3s. Привидна величина (магнитуда) објекта NGC 301 износи 14,8 а фотографска магнитуда 15,8.